# Fabien Barthez
Fabien Alain Barthez (Lavelanet, 28 giugno 1971) è un allenatore di calcio, pilota automobilistico ed ex calciatore francese, di ruolo portiere.
Considerato uno dei migliori portieri francesi di sempre, con le squadre di club ha conquistato due campionati francesi (1996-1997 e 1999-2000) e una Supercoppa di Francia (1997) con il Monaco, due campionati inglesi (2000-2001 e 2002-2003) con il Manchester Utd, una Champions League (1992-1993) e una Coppa Intertoto (2005) con l’Olympique Marsiglia. Con i marsigliesi ha vinto anche il titolo nazionale 1992-1993, poi revocato a causa della vicenda VA-OM, e, a seguito della retrocessione a tavolino, il campionato di seconda divisione 1994-1995.
Con la nazionale francese è stato campione del mondo nel 1998 e campione d'Europa nel 2000, oltre ad aver vinto la Confederations Cup 2003; è stato anche finalista del Mondiale 2006.
A livello individuale, è stato eletto miglior portiere del Mondiale 1998 e portiere dell'anno IFFHS nel 2000; nella classifica IFFHS ha ottenuto anche un secondo posto, sempre nel 1998, alle spalle di José Luis Chilavert.

## Caratteristiche tecniche
Era un portiere piuttosto abile con il pallone tra i piedi, tanto da non disdegnare il dribbling sugli attaccanti avversari.

## Carriera

### Giocatore

#### Club
Il primo trofeo conquistato da Barthez è la Coppa Campioni del 1993 con l'Olympique Marsiglia. Dopo l'esperienza con l'OM, passa al Monaco, con cui vince due titoli nazionali, diventando poi capitano del club. Si trasferisce poi al Manchester United, dove conquista per due volte la Premier League prima di tornare nel 2003 al Marsiglia. Nel 2005 è stato sospeso per 6 mesi dalla federazione francese per uno sputo ad un arbitro marocchino in un'amichevole. Al termine del Mondiale 2006 decide di ritirarsi dal calcio, salvo poi disputare un'ultima stagione tra i pali del Nantes.

#### Nazionale
Viene convocato nel 1998, da Aimé Jacquet, per giocare il Mondiale di Francia, vinto dai padroni di casa sconfiggendo 3-0 il Brasile in finale, grazie alla doppietta di Zinédine Zidane e al gol di Emmanuel Petit. Barthez gioca da titolare tutte le partite dei Blues e si impone come il miglior portiere della manifestazione, con soli due gol subiti.
Nel 2000 viene chiamato per disputare il suo secondo Europeo che si gioca in Belgio e Paesi Bassi. Anche questa volta è la Francia a vincere, stavolta in finale contro l'Italia grazie alla regola del golden goal.
Diventata campione del Mondo e d'Europa, la Francia raggiunge il primo posto del Ranking FIFA e si qualifica automaticamente per il Campionato mondiale di calcio 2002 in Giappone e Corea del Sud. Barthez viene convocato per questo mondiale che si concluderà con l'eliminazione dei Bleus al primo turno.
Dopo il deludente mondiale, la squadra francese riesce a trovare la qualificazione per l'Europeo del 2004 in Portogallo e a vincere la Confederations Cup 2003. Barthez viene convocato per gli Europei che si concludono ai quarti di finale contro la Grecia futura campionessa.
Successivamente, Barthez prende parte da titolare al campionato del mondo 2006, in cui la Francia è stata sconfitta in finale ai calci di rigore dall'Italia.

### Allenatore

#### Francia
Il 2 luglio 2010, dopo la nomina di Laurent Blanc come allenatore della nazionale, Barthez entra a far parte del suo staff come collaboratore tecnico per i portieri dei bleus.

#### Giovanili del Tolosa
Nel novembre 2020 diventa allenatore dei portieri delle giovanili del Tolosa. Nel settembre 2021 il club annuncia l'interruzione del rapporto con l'ex portiere della nazionale francese, causa i gravi problemi finanziari.

### Pilota automobilistico
Dal 2008 ha preso parte a diverse competizioni motoristiche. Nel 2013 ha vinto il Campionato Francese GT a bordo di una Ferrari 458 Italia GT3. Ha preso parte a tre campionati (2014, 2016 e 2017) della European Le Mans Series, partecipando anche alle 24 ore di Le Mans previste dal calendario della competizione europea.

## Statistiche

### Presenze e reti nei club
Statistiche aggiornate al 30 giugno 2007.
| Stagione                 | Squadra                  | Campionato               | Campionato | Campionato | Coppe nazionali | Coppe nazionali | Coppe nazionali | Coppe continentali | Coppe continentali | Coppe continentali | Altre coppe | Altre coppe | Altre coppe | Totale | Totale |
| Stagione                 | Squadra                  | Comp                     | Pres       | Reti       | Comp            | Pres            | Reti            | Comp               | Pres               | Reti               | Comp        | Pres        | Reti        | Pres   | Reti   |
| ------------------------ | ------------------------ | ------------------------ | ---------- | ---------- | --------------- | --------------- | --------------- | ------------------ | ------------------ | ------------------ | ----------- | ----------- | ----------- | ------ | ------ |
| 1990-1991                | Tolosa B                 | D3                       | 6          | -?         | -               | -               | -               | -                  | -                  | -                  | -           | -           | -           | 6      | -?     |
| 1991-1992                | Tolosa                   | D1                       | 26         | -20        | CF              | 2               | -2              | -                  | -                  | -                  | -           | -           | -           | 28     | -22    |
| 1992-1993                | O. Marsiglia B           | D3                       | 4          | -1         | -               | -               | -               |                    | -                  | -                  | -           | -           | -           | 4      | -1     |
| 1992-1993                | O. Marsiglia             | D1                       | 30         | -27        | -               | -               | -               | UCL                | 10                 | -4                 | -           | -           | -           | 40     | -31    |
| 1993-1994                | O. Marsiglia             | D1                       | 37         | -29        | CF              | 4               | 0               | -                  | -                  | -                  | -           | -           | -           | 41     | -29    |
| 1994-1995                | O. Marsiglia             | D2                       | 39         | -27        | CF+CdL          | 5+1             | -2 + -1         | CU                 | 4                  | -4                 | -           | -           | -           | 49     | -34    |
| 1995-1996                | Monaco                   | D1                       | 21         | -21        | CF+CdL          | 1+1             | 0 + -2          | CU                 | 1                  | 0                  | -           | -           | -           | 24     | -23    |
| 1996-1997                | Monaco                   | D1                       | 36         | -29        | CF+CdL          | 1+3             | -1 + -3         | CU                 | 10                 | -7                 | -           | -           | -           | 50     | -40    |
| 1997-1998                | Monaco                   | D1                       | 30         | - 32       | CF+CdL          | 4+0             | -2 + 0          | UCL                | 10                 | -15                | TdC         | 1           | -2          | 45     | -51    |
| 1998-1999                | Monaco                   | D1                       | 32         | -30        | CF+CdL          | 0+2             | 0               | CU                 | 5                  | -7                 | -           | -           | -           | 39     | -37    |
| 1999-2000                | Monaco                   | D1                       | 24         | -26        | CF+CdL          | 3+2             | -2 +-3          | CU                 | 5                  | -7                 | -           | -           | -           | 34     | -38    |
| Totale Monaco            | Totale Monaco            | Totale Monaco            | 143        | -138       |                 | 9+8             | -5 + -8         |                    | 31                 | -36                |             | 1           | -2          | 192    | -189   |
| 2000-2001                | Manchester United        | PL                       | 30         | -17        | FACup+CdL       | 1+0             | -1+0            | UCL                | 12                 | -10                | CS          | 1           | -2          | 44     | -30    |
| 2001-2002                | Manchester United        | PL                       | 32         | -43        | FACup+CdL       | 1+0             | -2 + 0          | UCL                | 15                 | -13                | CS          | 1           | -2          | 49     | -60    |
| 2002-2003                | Manchester United        | PL                       | 30         | -28        | FACup+CdL       | 2+4             | -2 + -4         | UCL                | 10                 | -12                | -           | -           | -           | 46     | -46    |
| Totale Manchester United | Totale Manchester United | Totale Manchester United | 92         | -88        |                 | 4+4             | -5 + -4         |                    | 37                 | -35                |             | 2           | -4          | 139    | -136   |
| 2003-2004                | O. Marsiglia             | L1                       | 20         | -26        | CF+CdL          | 2+0             | -3 + 0          | UCL+CU             | 0+9                | 0 + -2             | -           | -           | -           | 31     | -31    |
| 2004-2005                | O. Marsiglia             | L1                       | 30         | -29        | CF+CdL          | 1+1             | -3 + -3         | -                  | -                  | -                  | -           | -           | -           | 32     | -35    |
| 2005-2006                | O. Marsiglia             | L1                       | 24         | -21        | CF+CdL          | 3+1             | -3 + -1         | Int+CU             | 0+7                | 0 + -5             | -           | -           | -           | 35     | -30    |
| Totale O. Marsiglia      | Totale O. Marsiglia      | Totale O. Marsiglia      | 180        | -159       |                 | 15+3            | -11 + -5        |                    | 30                 | -15                |             | -           | -           | 228    | -190   |
| 2006-2007                | Nantes                   | L1                       | 14         | -22        | CF+CdL          | 5+0             | -5 + 0          | -                  | -                  | -                  | -           | -           | -           | 19     | -27    |
| Totale carriera          | Totale carriera          | Totale carriera          | 465        | -428       |                 | 50              | -45             |                    | 98                 | -86                |             | 3           | -6          | 616    | -565   |

### Cronologia presenze e reti in nazionale
| Cronologia completa delle presenze e delle reti in nazionale ― Francia | Cronologia completa delle presenze e delle reti in nazionale ― Francia | Cronologia completa delle presenze e delle reti in nazionale ― Francia | Cronologia completa delle presenze e delle reti in nazionale ― Francia | Cronologia completa delle presenze e delle reti in nazionale ― Francia | Cronologia completa delle presenze e delle reti in nazionale ― Francia | Cronologia completa delle presenze e delle reti in nazionale ― Francia | Cronologia completa delle presenze e delle reti in nazionale ― Francia |
| Data                                                                   | Città                                                                  | In casa                                                                | Risultato                                                              | Ospiti                                                                 | Competizione                                                           | Reti                                                                   | Note                                                                   |
| ---------------------------------------------------------------------- | ---------------------------------------------------------------------- | ---------------------------------------------------------------------- | ---------------------------------------------------------------------- | ---------------------------------------------------------------------- | ---------------------------------------------------------------------- | ---------------------------------------------------------------------- | ---------------------------------------------------------------------- |
| 26-5-1994                                                              | Kōbe                                                                   | Australia                                                              | 0 – 1                                                                  | Francia                                                                | Amichevole                                                             | -                                                                      |                                                                        |
| 11-10-1995                                                             | Bucarest                                                               | Romania                                                                | 1 – 3                                                                  | Francia                                                                | Qual. Euro 1996                                                        | -1                                                                     | 68’                                                                    |
| 9-10-1996                                                              | Parigi                                                                 | Francia                                                                | 4 – 0                                                                  | Turchia                                                                | Amichevole                                                             | -                                                                      |                                                                        |
| 9-11-1996                                                              | Copenaghen                                                             | Danimarca                                                              | 1 – 0                                                                  | Francia                                                                | Amichevole                                                             | -1                                                                     |                                                                        |
| 22-1-1997                                                              | Braga                                                                  | Portogallo                                                             | 0 – 2                                                                  | Francia                                                                | Amichevole                                                             | -                                                                      |                                                                        |
| 2-4-1997                                                               | Parigi                                                                 | Francia                                                                | 1 – 0                                                                  | Svezia                                                                 | Amichevole                                                             | -                                                                      |                                                                        |
| 3-6-1997                                                               | Lione                                                                  | Francia                                                                | 1 – 1                                                                  | Brasile                                                                | Torneo di Francia                                                      | -1                                                                     |                                                                        |
| 7-6-1997                                                               | Montpellier                                                            | Francia                                                                | 0 – 1                                                                  | Inghilterra                                                            | Torneo di Francia                                                      | -1                                                                     |                                                                        |
| 12-11-1997                                                             | Saint-Étienne                                                          | Francia                                                                | 2 – 1                                                                  | Scozia                                                                 | Amichevole                                                             | -1                                                                     |                                                                        |
| 28-1-1998                                                              | Saint-Denis                                                            | Francia                                                                | 1 – 0                                                                  | Spagna                                                                 | Amichevole                                                             | -                                                                      |                                                                        |
| 25-2-1998                                                              | Marsiglia                                                              | Francia                                                                | 3 – 3                                                                  | Norvegia                                                               | Amichevole                                                             | -3                                                                     |                                                                        |
| 27-5-1998                                                              | Casablanca                                                             | Belgio                                                                 | 0 – 1                                                                  | Francia                                                                | Amichevole                                                             | -                                                                      |                                                                        |
| 5-6-1998                                                               | Helsinki                                                               | Finlandia                                                              | 0 – 1                                                                  | Francia                                                                | Amichevole                                                             | -                                                                      |                                                                        |
| 12-6-1998                                                              | Marsiglia                                                              | Francia                                                                | 3 – 0                                                                  | Sudafrica                                                              | Mondiali 1998 - 1º turno                                               | -                                                                      |                                                                        |
| 18-6-1998                                                              | Marsiglia                                                              | Francia                                                                | 4 – 0                                                                  | Arabia Saudita                                                         | Mondiali 1998 - 1º turno                                               | -                                                                      |                                                                        |
| 24-6-1998                                                              | Lione                                                                  | Danimarca                                                              | 1 – 2                                                                  | Francia                                                                | Mondiali 1998 - 1º turno                                               | -1                                                                     |                                                                        |
| 28-6-1998                                                              | Lens                                                                   | Francia                                                                | 1 – 0 gg                                                               | Paraguay                                                               | Mondiali 1998 - Ottavi di finale                                       | -                                                                      |                                                                        |
| 3-7-1998                                                               | Saint-Denis                                                            | Italia                                                                 | 0 – 0 dts (3 – 4 dtr)                                                  | Francia                                                                | Mondiali 1998 - Quarti di finale                                       | -                                                                      |                                                                        |
| 8-7-1998                                                               | Saint-Denis                                                            | Francia                                                                | 2 – 1                                                                  | Croazia                                                                | Mondiali 1998 - Semifinale                                             | -1                                                                     |                                                                        |
| 12-7-1998                                                              | Saint-Denis                                                            | Brasile                                                                | 0 – 3                                                                  | Francia                                                                | Mondiali 1998 - Finale                                                 | -                                                                      | [ 22 ]                                                                 |
| 5-9-1998                                                               | Reykjavík                                                              | Islanda                                                                | 1 – 1                                                                  | Francia                                                                | Qual. Euro 2000                                                        | -1                                                                     |                                                                        |
| 20-1-1999                                                              | Marsiglia                                                              | Francia                                                                | 1 – 0                                                                  | Marocco                                                                | Amichevole                                                             | -                                                                      |                                                                        |
| 10-2-1999                                                              | Londra                                                                 | Inghilterra                                                            | 0 – 2                                                                  | Francia                                                                | Amichevole                                                             | -                                                                      |                                                                        |
| 27-3-1999                                                              | Saint-Denis                                                            | Francia                                                                | 0 – 0                                                                  | Ucraina                                                                | Qual. Euro 2000                                                        | -                                                                      |                                                                        |
| 31-3-1999                                                              | Saint-Denis                                                            | Francia                                                                | 2 – 0                                                                  | Armenia                                                                | Qual. Euro 2000                                                        | -                                                                      |                                                                        |
| 5-6-1999                                                               | Saint-Denis                                                            | Francia                                                                | 2 – 3                                                                  | Russia                                                                 | Qual. Euro 2000                                                        | -3                                                                     | 50’                                                                    |
| 18-8-1999                                                              | Belfast                                                                | Irlanda del Nord                                                       | 0 – 1                                                                  | Francia                                                                | Amichevole                                                             | -                                                                      |                                                                        |
| 4-9-1999                                                               | Kiev                                                                   | Ucraina                                                                | 0 – 0                                                                  | Francia                                                                | Qual. Euro 2000                                                        | -                                                                      |                                                                        |
| 8-9-1999                                                               | Erevan                                                                 | Armenia                                                                | 2 – 3                                                                  | Francia                                                                | Qual. Euro 2000                                                        | -2                                                                     | 90’                                                                    |
| 23-2-2000                                                              | Saint-Denis                                                            | Francia                                                                | 1 – 0                                                                  | Polonia                                                                | Amichevole                                                             | -                                                                      |                                                                        |
| 26-4-2000                                                              | Saint-Denis                                                            | Francia                                                                | 3 – 2                                                                  | Slovenia                                                               | Amichevole                                                             | -2                                                                     |                                                                        |
| 28-5-2000                                                              | Zagabria                                                               | Croazia                                                                | 0 – 2                                                                  | Francia                                                                | Amichevole                                                             | -                                                                      |                                                                        |
| 4-6-2000                                                               | Casablanca                                                             | Giappone                                                               | 2 – 2 (2 – 4 dtr)                                                      | Francia                                                                | Amichevole                                                             | -2                                                                     |                                                                        |
| 11-6-2000                                                              | Bruges                                                                 | Francia                                                                | 3 – 0                                                                  | Danimarca                                                              | Euro 2000 - 1º turno                                                   | -                                                                      |                                                                        |
| 16-6-2000                                                              | Bruges                                                                 | Rep. Ceca                                                              | 1 – 2                                                                  | Francia                                                                | Euro 2000 - 1º turno                                                   | -1                                                                     |                                                                        |
| 25-6-2000                                                              | Bruges                                                                 | Spagna                                                                 | 1 – 2                                                                  | Francia                                                                | Euro 2000 - Quarti di finale                                           | -1                                                                     |                                                                        |
| 28-6-2000                                                              | Bruxelles                                                              | Francia                                                                | 2 – 1 gg                                                               | Portogallo                                                             | Euro 2000 - Semifinale                                                 | -1                                                                     |                                                                        |
| 2-7-2000                                                               | Rotterdam                                                              | Francia                                                                | 2 – 1 gg                                                               | Italia                                                                 | Euro 2000 - Finale                                                     | -1                                                                     | [ 23 ]                                                                 |
| 16-8-2000                                                              | Marsiglia                                                              | Francia                                                                | 5 – 1                                                                  | World Stars                                                            | Amichevole                                                             | -                                                                      | 46’                                                                    |
| 15-11-2000                                                             | Istanbul                                                               | Turchia                                                                | 0 – 4                                                                  | Francia                                                                | Amichevole                                                             | -                                                                      |                                                                        |
| 27-2-2001                                                              | Saint-Denis                                                            | Francia                                                                | 1 – 0                                                                  | Germania                                                               | Amichevole                                                             | -                                                                      |                                                                        |
| 25-4-2001                                                              | Saint-Denis                                                            | Francia                                                                | 4 – 0                                                                  | Portogallo                                                             | Amichevole                                                             | -                                                                      |                                                                        |
| 15-8-2001                                                              | Nantes                                                                 | Francia                                                                | 1 – 0                                                                  | Danimarca                                                              | Amichevole                                                             | -                                                                      |                                                                        |
| 6-10-2001                                                              | Saint-Denis                                                            | Francia                                                                | 4 – 1                                                                  | Algeria                                                                | Amichevole                                                             | -1                                                                     |                                                                        |
| 11-11-2001                                                             | Melbourne                                                              | Australia                                                              | 1 – 1                                                                  | Francia                                                                | Amichevole                                                             | -1                                                                     |                                                                        |
| 27-3-2002                                                              | Saint-Denis                                                            | Francia                                                                | 5 – 0                                                                  | Scozia                                                                 | Amichevole                                                             | -                                                                      |                                                                        |
| 17-4-2002                                                              | Saint-Denis                                                            | Francia                                                                | 0 – 0                                                                  | Russia                                                                 | Amichevole                                                             | -                                                                      |                                                                        |
| 26-5-2002                                                              | Suwon                                                                  | Corea del Sud                                                          | 2 – 3                                                                  | Francia                                                                | Amichevole                                                             | -2                                                                     |                                                                        |
| 31-5-2002                                                              | Seul                                                                   | Senegal                                                                | 1 – 0                                                                  | Francia                                                                | Mondiali 2002 - 1º turno                                               | -1                                                                     |                                                                        |
| 6-6-2002                                                               | Pusan                                                                  | Uruguay                                                                | 0 – 0                                                                  | Francia                                                                | Mondiali 2002 - 1º turno                                               | -                                                                      |                                                                        |
| 11-6-2002                                                              | Incheon                                                                | Danimarca                                                              | 2 – 0                                                                  | Francia                                                                | Mondiali 2002 - 1º turno                                               | -2                                                                     |                                                                        |
| 12-10-2002                                                             | Saint-Denis                                                            | Francia                                                                | 5 – 0                                                                  | Slovenia                                                               | Qual. Euro 2004                                                        | -                                                                      |                                                                        |
| 16-10-2002                                                             | Ta' Qali                                                               | Malta                                                                  | 0 – 4                                                                  | Francia                                                                | Qual. Euro 2004                                                        | -                                                                      |                                                                        |
| 20-11-2002                                                             | Saint-Denis                                                            | Francia                                                                | 3 – 0                                                                  | Jugoslavia                                                             | Amichevole                                                             | -                                                                      |                                                                        |
| 29-3-2003                                                              | Lens                                                                   | Francia                                                                | 6 – 0                                                                  | Malta                                                                  | Qual. Euro 2004                                                        | -                                                                      | 1’                                                                     |
| 2-4-2003                                                               | Palermo                                                                | Israele                                                                | 1 – 2                                                                  | Francia                                                                | Qual. Euro 2004                                                        | -1                                                                     |                                                                        |
| 30-4-2003                                                              | Saint-Denis                                                            | Francia                                                                | 5 – 0                                                                  | Egitto                                                                 | Amichevole                                                             | -                                                                      |                                                                        |
| 20-6-2003                                                              | Saint-Étienne                                                          | Francia                                                                | 2 – 1                                                                  | Giappone                                                               | Conf. Cup 2003 - 1º turno                                              | -1                                                                     |                                                                        |
| 29-6-2003                                                              | Saint-Denis                                                            | Francia                                                                | 1 – 0 dts                                                              | Camerun                                                                | Conf. Cup 2003 - Finale                                                | -                                                                      |                                                                        |
| 20-8-2003                                                              | Ginevra                                                                | Svizzera                                                               | 0 – 2                                                                  | Francia                                                                | Amichevole                                                             | -                                                                      |                                                                        |
| 6-9-2003                                                               | Saint-Denis                                                            | Francia                                                                | 5 – 0                                                                  | Cipro                                                                  | Qual. Euro 2004                                                        | -                                                                      |                                                                        |
| 10-9-2003                                                              | Lubiana                                                                | Slovenia                                                               | 0 – 2                                                                  | Francia                                                                | Qual. Euro 2004                                                        | -                                                                      |                                                                        |
| 11-10-2003                                                             | Saint-Denis                                                            | Francia                                                                | 3 – 0                                                                  | Israele                                                                | Qual. Euro 2004                                                        | -                                                                      |                                                                        |
| 18-2-2004                                                              | Bruxelles                                                              | Belgio                                                                 | 0 – 2                                                                  | Francia                                                                | Amichevole                                                             | -                                                                      |                                                                        |
| 31-3-2004                                                              | Rotterdam                                                              | Paesi Bassi                                                            | 0 – 0                                                                  | Francia                                                                | Amichevole                                                             | -                                                                      |                                                                        |
| 6-6-2004                                                               | Saint-Denis                                                            | Francia                                                                | 1 – 0                                                                  | Ucraina                                                                | Amichevole                                                             | -                                                                      |                                                                        |
| 13-6-2004                                                              | Lisbona                                                                | Francia                                                                | 2 – 1                                                                  | Inghilterra                                                            | Euro 2004 - 1º turno                                                   | -1                                                                     | 72’                                                                    |
| 17-6-2004                                                              | Leiria                                                                 | Croazia                                                                | 2 – 2                                                                  | Francia                                                                | Euro 2004 - 1º turno                                                   | -2                                                                     |                                                                        |
| 21-6-2004                                                              | Coimbra                                                                | Svizzera                                                               | 1 – 3                                                                  | Francia                                                                | Euro 2004 - 1º turno                                                   | -1                                                                     |                                                                        |
| 25-6-2004                                                              | Lisbona                                                                | Francia                                                                | 0 – 1                                                                  | Grecia                                                                 | Euro 2004 - Quarti di finale                                           | -1                                                                     |                                                                        |
| 18-8-2004                                                              | Rennes                                                                 | Francia                                                                | 1 – 1                                                                  | Bosnia ed Erzegovina                                                   | Amichevole                                                             | -1                                                                     | Cap.                                                                   |
| 9-10-2004                                                              | Saint-Denis                                                            | Francia                                                                | 0 – 0                                                                  | Irlanda                                                                | Qual. Mondiali 2006                                                    | -                                                                      | Cap.                                                                   |
| 13-10-2004                                                             | Nicosia                                                                | Cipro                                                                  | 0 – 2                                                                  | Francia                                                                | Qual. Mondiali 2006                                                    | -                                                                      |                                                                        |
| 26-3-2005                                                              | Saint-Denis                                                            | Francia                                                                | 0 – 0                                                                  | Svizzera                                                               | Qual. Mondiali 2006                                                    | -                                                                      |                                                                        |
| 30-3-2005                                                              | Tel Aviv                                                               | Israele                                                                | 1 – 1                                                                  | Francia                                                                | Qual. Mondiali 2006                                                    | -1                                                                     |                                                                        |
| 9-11-2005                                                              | Fort-de-France                                                         | Francia                                                                | 3 – 2                                                                  | Costa Rica                                                             | Amichevole                                                             | -2                                                                     |                                                                        |
| 1-3-2006                                                               | Saint-Denis                                                            | Francia                                                                | 1 – 2                                                                  | Slovacchia                                                             | Amichevole                                                             | -2                                                                     |                                                                        |
| 27-5-2006                                                              | Saint-Denis                                                            | Francia                                                                | 1 – 0                                                                  | Messico                                                                | Amichevole                                                             | -                                                                      | 90’                                                                    |
| 31-5-2006                                                              | Lens                                                                   | Francia                                                                | 2 – 0                                                                  | Danimarca                                                              | Amichevole                                                             | -                                                                      |                                                                        |
| 7-6-2006                                                               | Saint-Étienne                                                          | Francia                                                                | 3 – 1                                                                  | Cina                                                                   | Amichevole                                                             | -1                                                                     |                                                                        |
| 13-6-2006                                                              | Stoccarda                                                              | Francia                                                                | 0 – 0                                                                  | Svizzera                                                               | Mondiali 2006 - 1º turno                                               | -                                                                      |                                                                        |
| 18-6-2006                                                              | Lipsia                                                                 | Francia                                                                | 1 – 1                                                                  | Corea del Sud                                                          | Mondiali 2006 - 1º turno                                               | -1                                                                     |                                                                        |
| 23-6-2006                                                              | Colonia                                                                | Togo                                                                   | 0 – 2                                                                  | Francia                                                                | Mondiali 2006 - 1º turno                                               | -                                                                      |                                                                        |
| 27-6-2006                                                              | Hannover                                                               | Spagna                                                                 | 1 – 3                                                                  | Francia                                                                | Mondiali 2006 - Ottavi di finale                                       | -1                                                                     |                                                                        |
| 1-7-2006                                                               | Francoforte sul Meno                                                   | Brasile                                                                | 0 – 1                                                                  | Francia                                                                | Mondiali 2006 - Quarti di finale                                       | -                                                                      |                                                                        |
| 5-7-2006                                                               | Monaco di Baviera                                                      | Portogallo                                                             | 0 – 1                                                                  | Francia                                                                | Mondiali 2006 - Semifinale                                             | -                                                                      |                                                                        |
| 9-7-2006                                                               | Berlino                                                                | Italia                                                                 | 1 – 1 dts (5 – 3 dtr)                                                  | Francia                                                                | Mondiali 2006 - Finale                                                 | -1                                                                     | [ 24 ]                                                                 |
| Totale                                                                 |                                                                        | Presenze                                                               | 87                                                                     |                                                                        | Reti                                                                   | -48                                                                    |                                                                        |

## Palmarès

### Calciatore

#### Club

##### Competizioni nazionali
- Campionato francese di seconda divisione: 1

Olympique Marsiglia: 1994-1995
- Campionato francese: 2

Monaco: 1996-1997, 1999-2000
- Supercoppa francese: 1

Monaco: 1997
- Campionato inglese: 2

Manchester United: 2000-2001, 2002-2003

##### Competizioni internazionali
- UEFA Champions League: 1

Olympique Marsiglia: 1992-1993
- Coppa Intertoto UEFA: 1

Olympique Marsiglia: 2005

#### Nazionale
- Campionato mondiale: 1

Francia 1998
- Campionato d'Europa: 1

Belgio-Paesi Bassi 2000
- Confederations Cup: 1

Francia 2003

#### Individuale
- Portiere dell'anno IFFHS: 1

2000

### Pilota automobilistico
- Campionato Francese Gran Turismo: 1

2013